# Ethan Phillips

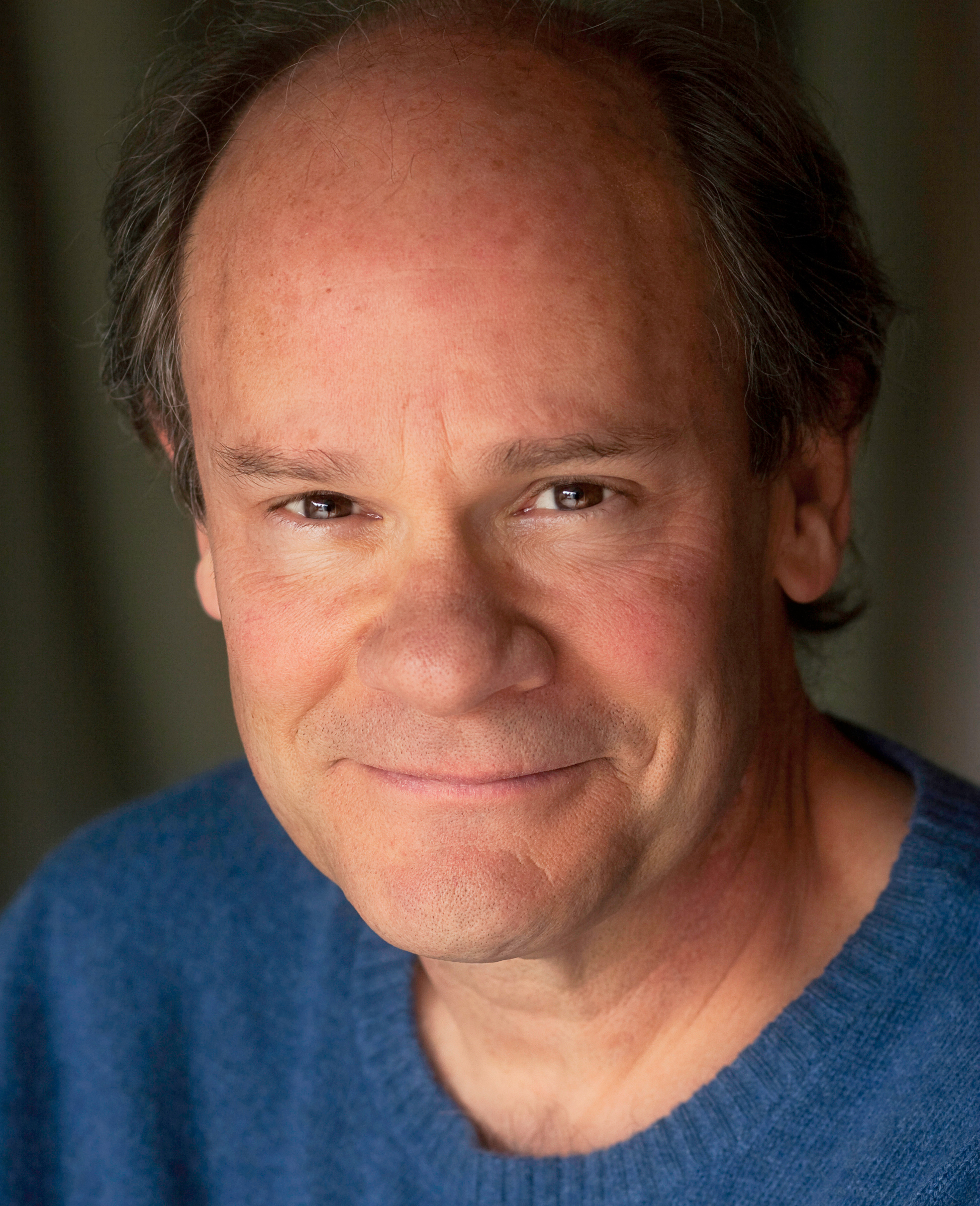
Ethan Phillips (2009)

Ethan Phillips (* 8. Februar 1955 in Garden City, Long Island, New York) ist ein US-amerikanischer Schauspieler und Autor.

## Leben
Phillips‘ Vater war der Besitzer des bekannten New Yorker Steakhouse Frankie and Johnnie’s. Er wuchs in Garden City als einziger Junge unter fünf Schwestern auf. Mit sieben Jahren sah er gemeinsam mit seiner Mutter die Horror-Serie Panic und war sehr erschüttert, als er sah, was dort mit den Leuten geschah. Seine Mutter musste ihm erklären, dass diese Menschen Schauspieler seien, denen in Wirklichkeit kein Haar gekrümmt wurde. Ethan war begeistert von der Vorstellung, für das Mimen anderer Menschen Geld zu bekommen. Schon auf der High School trat er in Theaterstücken auf. An der Boston University machte er seinen Abschluss in Englisch, anschließend den Magister in Kunst (Master of Fine Arts) an der Cornell University. Kurze Zeit später erhielt er seine ersten Rollen in diversen Broadway- und Off-Broadway-Produktionen.
Ethan Phillips ist seit 1990 verheiratet.

## Karriere
Phillips trat auf vielen Bühnen der Vereinigten Staaten auf. Seine erste Nebenrolle in einer Hollywood-Produktion hatte er im Jahr 1981 in Miloš Formans Ragtime. Bekannt wurde er vor allem durch seine Rolle als Neelix in der Star-Trek-Fernsehserie Star Trek: Raumschiff Voyager. Zuvor hatte er bereits eine Nebenrolle als Ferengi-Arzt Farek in der Folge „Die Damen Troi“ (Ménage à Troi) der Serie Raumschiff Enterprise: Das nächste Jahrhundert. Als Autor schrieb er das Theaterstück Penguin Blues und war Co-Autor des Star Trek Cookbook.

## Filmografie (Auswahl)
- 1980–1985: Benson (Fernsehserie, 94 Folgen)
- 1981: Ragtime
- 1983: Hart aber herzlich (Hart to Hart, Fernsehserie, Folge „Testflug mit Pandora“)
- 1986: Critters – Sie sind da! (Critters)
- 1989: Der knallharte Prinzipal (Lean on me)
- 1989: Glory
- 1990: Raumschiff Enterprise: Das nächste Jahrhundert (Star Trek: The Next Generation, Fernsehserie)
- 1990: Green Card – Schein-Ehe mit Hindernissen (Green Card)
- 1994: Shadow und der Fluch des Khan (The Shadow)
- 1994: Wagons East! (Wagons East)
- 1995: Jeffrey
- 1995–2001: Star Trek: Raumschiff Voyager (Star Trek: Voyager, 163 Folgen)
- 1996: Star Trek: Der erste Kontakt (Star Trek: First Contact, ungenannt)
- 1996: Chicago Hope – Endstation Hoffnung (Chicago Hope, Fernsehserie, Folge 2x18 „Sexual Perversity“)
- 1997: Zum Teufel mit den Millionen (For Richer or Poorer)
- 2002: Star Trek: Enterprise (Fernsehserie, Folge 1x18 „Raumpiraten“)
- 2003: Bad Santa
- 2004: JAG – Im Auftrag der Ehre (JAG, Fernsehserie, Folge 9x17 „Der Held von Panama“)
- 2004: Chestnut – Der Held vom Central Park (Chestnut: Hero of Central Park)
- 2005: Die Insel (The Island)
- 2006: Boston Legal (Fernsehserie, 3 Folgen)
- 2006: Criminal Minds (Fernsehserie, Folge 1x17 „Ein großer Regen“)
- 2006: Numbers – Die Logik des Verbrechens (NUMB3RS , Fernsehserie, Folge 2x13 „Doppelter Einsatz“)
- 2007: Evil Ground – Fluch der Vergangenheit (Hallowed Ground)
- 2008: Eli Stone (Fernsehserie, Folge 1x09 „Keuschheitsprogramm“)
- 2008: Pushing Daisies (Fernsehserie, Folge 2x07 „Robbing Hood“)
- 2008: Bones – Die Knochenjägerin (Bones, Fernsehserie, Folge 3x14 „Der Möchtegernsänger im Gras“)
- 2010: The Middle (Fernsehserie, Folge 2x04 „Der Steinbruch“)
- 2011: The Mentalist (Fernsehserie, Folge 3x18 „The red mile“)
- 2011: Chuck (Fernsehserie, Folge 5x01 „Chuck gegen den Zoom“)
- 2012: Arachnoquake (Fernsehfilm)
- 2013: Suits (Fernsehserie, Folge 1x10 „The Shelf Life“)
- 2013: Inside Llewyn Davis
- 2014: Audrey
- 2015: Veep – Die Vizepräsidentin (Veep, Fernsehserie, 2 Folgen)
- 2015: Irrational Man
- 2015: The Murder Pact
- 2016: Miles
- 2016: The Purge: Election Year
- 2017: Future ‘38
- 2018: Most Likely to Murder
- 2018: The Price for Silence
- 2018: Better Call Saul (Fernsehserie, 2 Folgen)
- 2019: The Circuit
- 2023: Star Trek: Very Short Treks (Miniserie, 1 Folge)